# یواس‌اس ال‌اس‌ام-۲۱۷
یواس‌اس ال‌اس‌ام-۲۱۷ (USS LSM-217) یک ناو آبی-خاکی از کلاس ناوهای کلاس LSM در نیروی دریایی ایالات متحده آمریکا بود که در جنگ جهانی دوم خدمت می‌کرد.

## تاریخچه
این کشتی توسط شرکت براون شیپ‌بیلدینگ (Brown Shipbuilding Co.) در هوستون، تگزاس ساخته شد و در سال ۱۹۴۴ به آب انداخته شد. ال‌اس‌ام-۲۱۷ برای انجام عملیات آبی-خاکی طراحی شده بود و توانایی حمل نیروها، خودروها و تجهیزات سنگین به سواحل دشمن را داشت.
در طول جنگ جهانی دوم، این شناور در جبهه اقیانوس آرام فعالیت داشت و احتمالاً در عملیات‌های «جزیره به جزیره» علیه امپراتوری ژاپن شرکت کرده است. اطلاعات جزئی‌تر دربارهٔ مأموریت‌های خاص این ناو در منابع عمومی محدود است.

## وضعیت پس از جنگ
پس از پایان جنگ، مانند بسیاری از ناوهای هم‌کلاس، یواس‌اس ال‌اس‌ام-۲۱۷ از خدمت خارج شد. برخی از کشتی‌های این کلاس به کشورهای دیگر واگذار شدند یا اوراق شدند.